# Éric Quintin
Pour les articles homonymes, voir Quintin (homonymie).
Éric Quintin, né le 22 janvier 1967 à Aix-en-Provence, est un ancien joueur international de handball évoluant au poste d'ailier gauche.

## Biographie
Formé à l'Aix Université Club, il rejoint en 1984 le Stade Marseillais Université Club qui devient ensuite le Vitrolles SMUC puis l'OM Vitrolles, le meilleur club français du début des années 1990 jusqu'à sa disparition en 1996. Avec l'OM Vitrolles, il remporte deux Championnats de France en 1994 et 1996, deux Coupes de France en 1993 et 1995 et surtout la première coupe d'Europe remportée par un club français, la Coupe des coupes en 1993.
Sélectionné pour la première fois en équipe de France en 1988, il est un des joueurs pionniers du handball français. Il fait partie des bronzés aux Jeux olympiques de 1992 et de ceux que l'on appelle les Barjots avec entre autres Jackson Richardson, Frédéric Volle ou encore Laurent Munier. Il devient ainsi vice-champion du monde en 1993 puis remporte le titre de champion du monde deux ans plus tard. C'est d'ailleurs en 1995 après le Mondial qu'il invente avec Munier le sandball.
Éric Quintin est aussi connu pour avoir été un joueur sanguin, son coéquipier Philippe Schaaf en a fait les frais en novembre 1995 en recevant un coup de tête dans les vestiaires à la mi-temps du match France-Belgique. Ce geste lui vaudra un an de suspension en équipe de France et donc sa retraite internationale après 216 sélections et 277 buts marqués puisqu'il mettra un terme à sa carrière en juin 1996.
En 1996, après la disparition de l'OM Vitrolles, il devient entraîneur-joueur à l'Aix Université Club, qui évolue principalement en Division 2.
Il y reste jusqu'en 2006 et, très influent en région Provence-Alpes-Côte d'Azur il occupe ensuite la fonction de conseiller technique régional et de responsable du pôle espoir Provence-Alpes.
Par la suite, il est l’entraîneur de l'équipe de France jeunes, d'abord 4 ans comme adjoint de Philippe Schlatter puis 7 ans comme entraîneur principal. Il est ainsi l'un des artisans des titres remporté aux Championnats d'Europe U18 en 2014 et 2016, aux Championnats du monde jeunes en 2015 et 2017 et au Festival olympique de la jeunesse européenne 2015 (hu). En 2021, après deux saisons perturbées par la pandémie de Covid-19, il souhaite tourner la page pour se consacrer encore plus au beach handball.

## Palmarès de joueur

### En clubs
- Coupe d'Europe des vainqueurs de Coupe (1)
  - Vainqueur : 1993
  - Finaliste : 1994
- Championnat de France (2)
  - Champion : 1994, 1996.
  - Vice-champion : 1992, 1995.
- Coupe de France (2)
  - Vainqueur : 1993, 1995.
  - Finaliste : 1992, 1996.

### Avec l'équipe de France
- Jeux olympiques
  -  Médaille de bronze aux Jeux olympiques de 1992 de Barcelone
- Championnats du monde
  -  Médaille d'or du Champion du monde 1995
  -  Médaille d'argent du Championnat du monde 1993
- Goodwill Games
  -  Médaille d'or aux Goodwill Games de 1994 à Saint-Pétersbourg en  Russie

## Palmarès d'entraîneur

### Avec l'équipe de France jeunes
- Médaille d'or au Championnat d'Europe U18 en 2014 et 2016
- Médaille d'or au Championnat du monde jeunes en 2015 et 2017
- Médaille d'or au Festival olympique de la jeunesse européenne 2015 (hu)